# Smederewo
Smederewo (serbisch-kyrillisch Смедерево) ist eine serbische Stadt und Gemeinde an der Mündung der Jezava in die Donau, 46 Kilometer von Belgrad entfernt. Sie ist der Hauptverwaltungssitz bzw. die Hauptstadt des Bezirks Podunavlje (Podunavski Okrug) und hat etwa 110.000 Einwohner.

## Geschichte

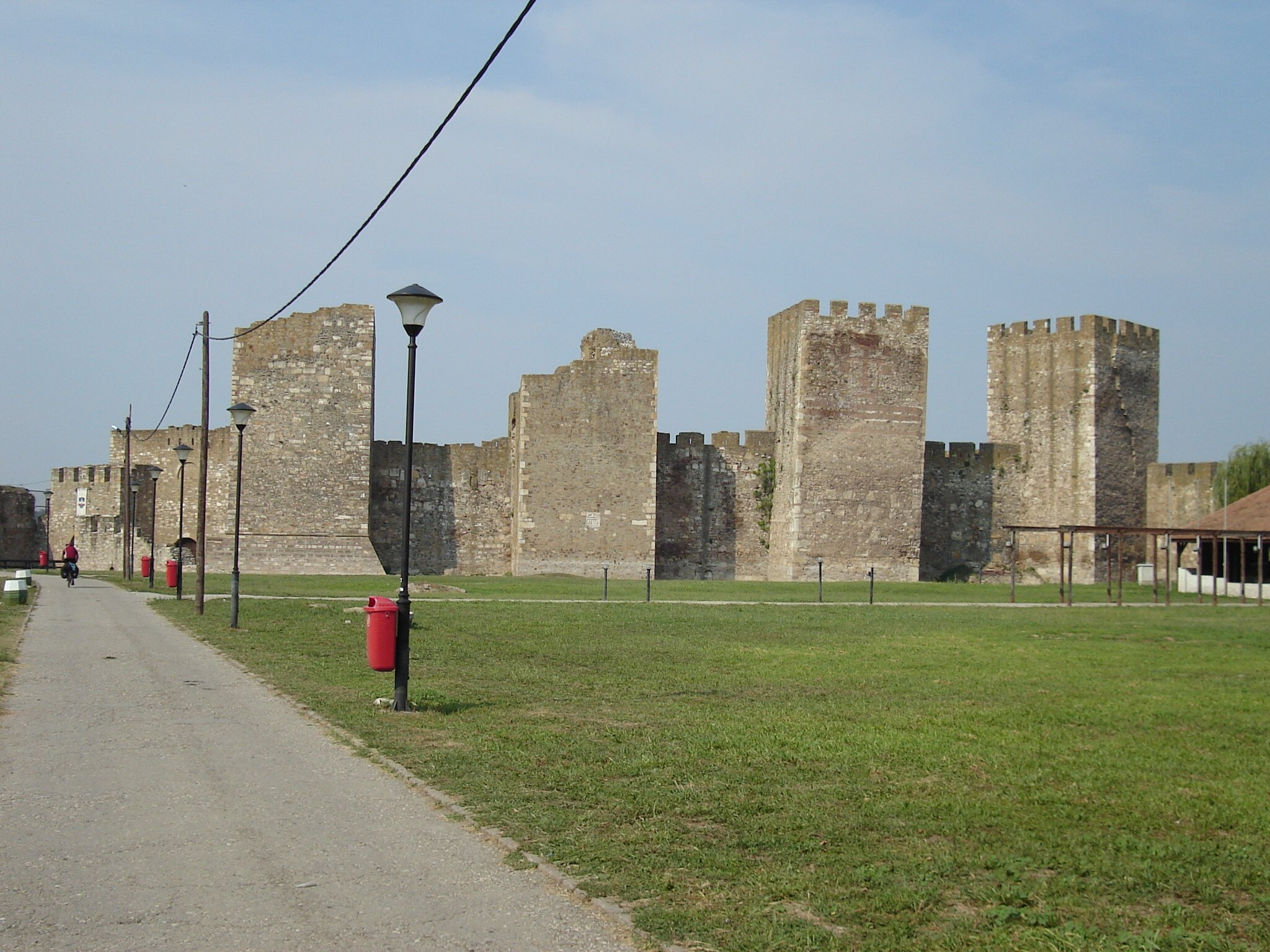
Teilansicht der Festung

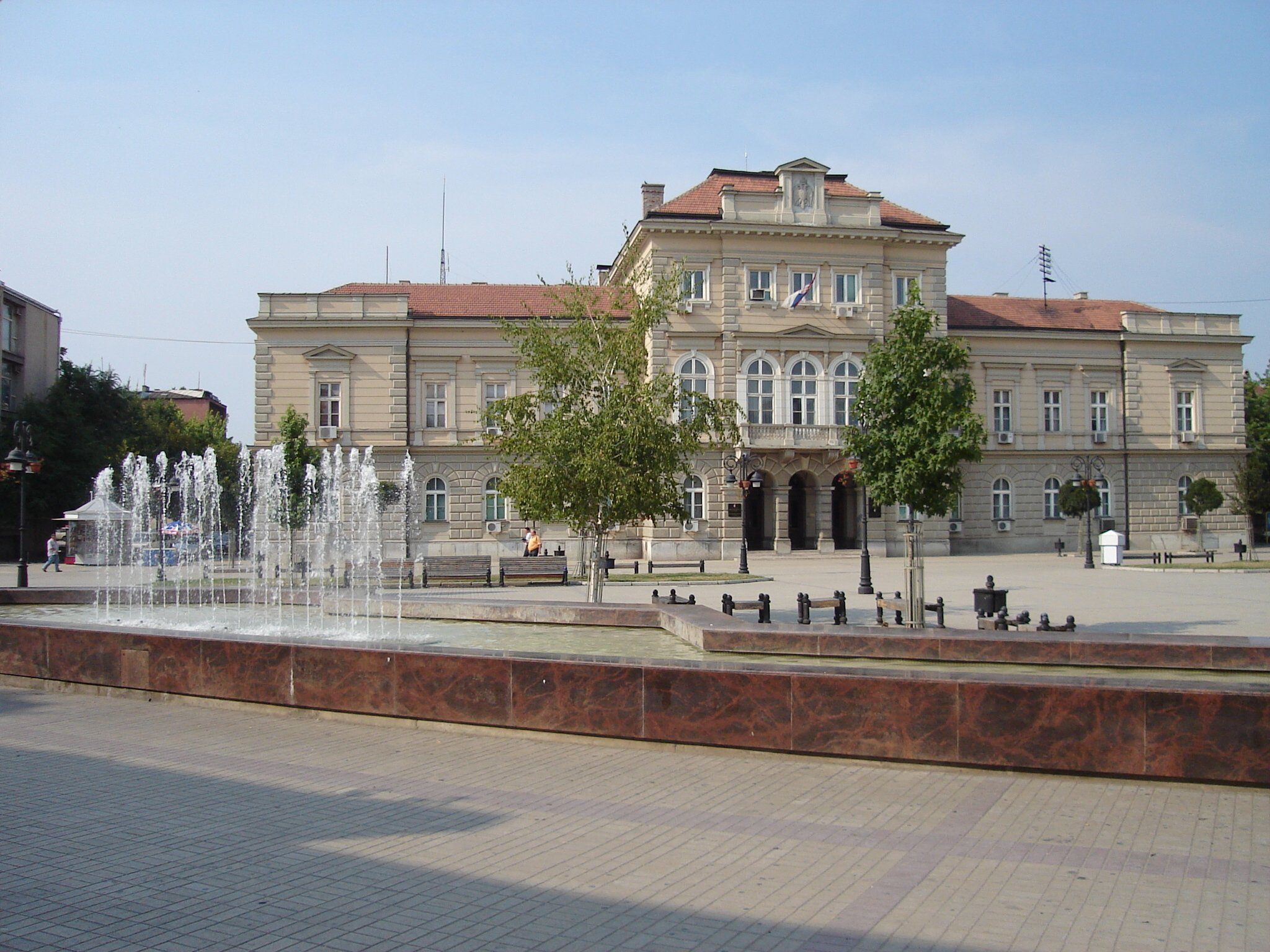
Rathaus

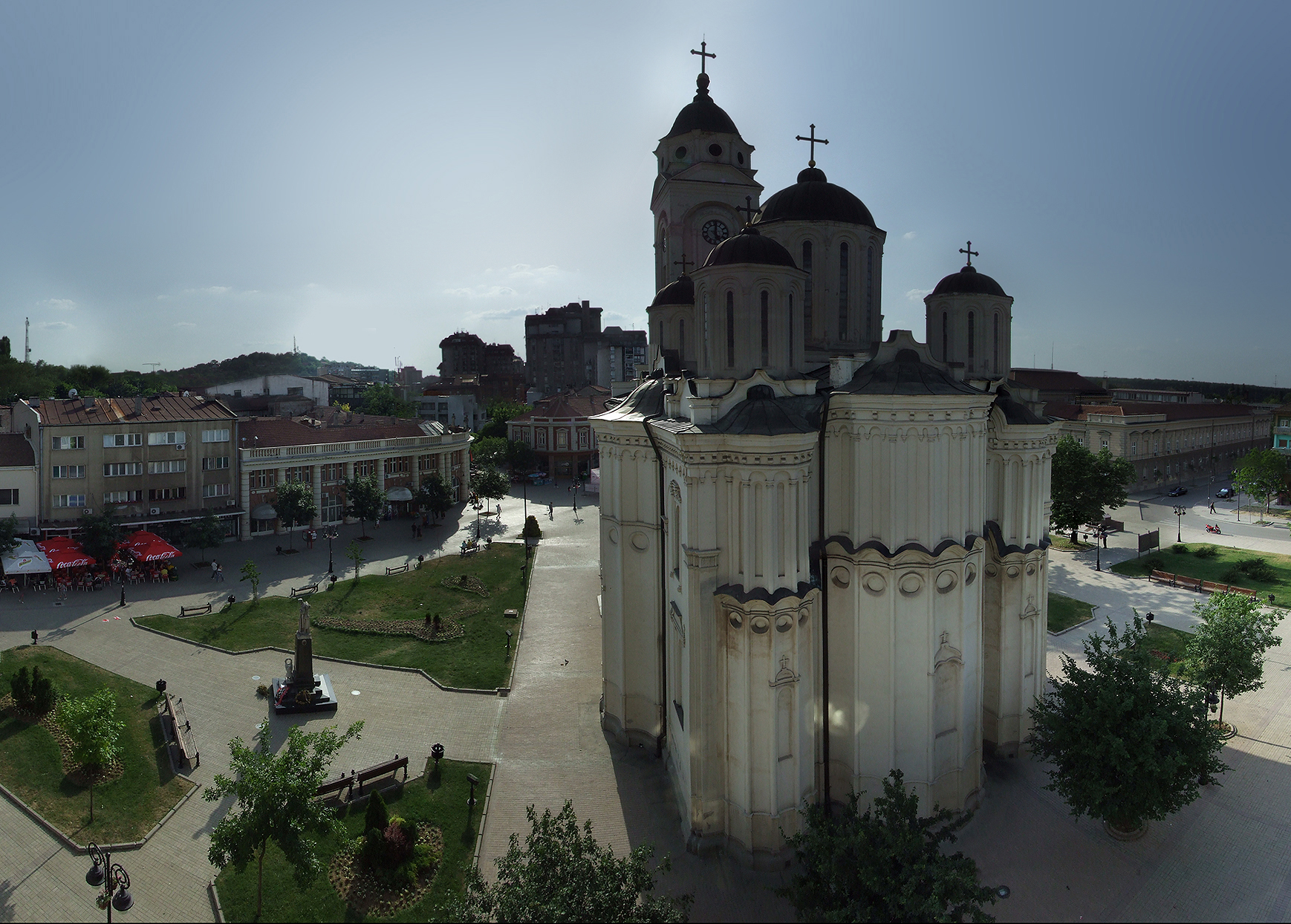
Kirche des hl. Georg am Stadtplatz

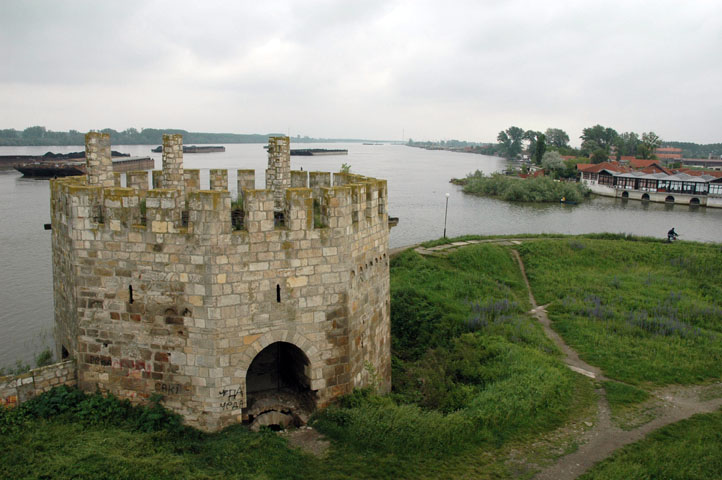
Festung mit Mündung der Jezava in die Donau

Die zurzeit älteste bekannte Erwähnung Smederewos ist aus dem Jahr 1019, in einer Urkunde des byzantinischen Kaisers Basileios II. Darin wird Smederewo als ein Bistum des Erzbistums Ohrid genannt. Die Stadt gehörte in den folgenden Jahrhunderten zu Byzanz, Bulgarien und anschließend zu Serbien.
Als 1427 der serbische Despot Đurađ Branković die damalige Hauptstadt Belgrad an Ungarn zurückgeben musste (gemäß dem Abkommen von Tatra, in dem Ungarn die Nachfolge Branković’ bestätigte; im Gegenzug sollte Belgrad an die ungarische Krone zurückfallen), verlegte er seine Hauptstadt nach Smederewo, das er in den folgenden Jahrzehnten zur größten befestigten Stadt Serbiens ausbauen ließ. Die an der Mündung des Flusses Jezava in die Donau gelegene Stadt bot auch wegen ihrer Nähe zu Ungarn – lediglich die Donau trennte beide Länder – strategische Vorteile bezüglich der anrückenden Osmanen. Bis 1430 wurde die innere Festung, auch kleine Stadt genannt, erbaut, weswegen das Jahr 1430 auch als das offizielle Gründungsdatum Smederewos gilt. 1439 wurde Smederewo nach einer dreimonatigen Belagerung erstmals von den Osmanen erobert. 1444 mussten sich die Osmanen allerdings zurückziehen, und Branković trieb den Befestigungsbau weiter voran. Die äußere Festung, auch große Stadt genannt, wurde ausgebaut. 1453 und 1456 konnten zwei osmanische Belagerungen überstanden werden.
Bis zur endgültigen Eroberung des serbischen Despotats durch die Osmanen im Jahre 1459 blieb Smederewo dessen Hauptstadt. Unter den Osmanen wurde es Verwaltungssitz des Sandschak Smederevo, verlor diese Stellung aber an das 1521 eroberte Belgrad. Nach dem Frieden von Passarowitz gehörte Smederewo von 1718 bis 1738 zum Erzherzogtum Österreich, danach wurde es wieder an das Osmanische Reich abgetreten. 1806 eroberten serbische Aufständische im Ersten Serbischen Aufstand die Stadt. Smederewo sollte bis 1807 Hauptstadt des aufständischen Serbiens werden, als es diese Stellung wieder an Belgrad verlor. 1854 wurde die serbisch-orthodoxe Stadtkirche Hl. Großmärtyrer Georg nach vier Jahren Bauzeit fertiggestellt.
Während des Ersten Weltkriegs wurde die mittelalterliche Festung aus dem 15. Jahrhundert als Kriegsgefangenenlager benutzt. Im August 1919 besuchten Dr. Roger Steinmetz und Paul Schazmann vom Komitee des Internationalen Roten Kreuzes das Lager und hielten ihre Beobachtungen in dem Bericht Documents publiés a l´occasion de la Guerre 1914-1919 fest. Das Lager befand sich demnach in einem katastrophalen Zustand, sowohl was Hygiene als auch Versorgung betraf.
Im Zweiten Weltkrieg wurde die Stadt durch die Wehrmacht besetzt, die in der dortigen Festung ein Waffenlager errichtete. Am 5. Juni 1941 wurde die Festung durch eine schwere Explosion beschädigt, wobei Tausende von Menschen in der Stadt starben. Das Ganze geschah in unmittelbarer Nähe des Bahnhofs, in dem ein vollbesetzter Zug stand. Es wurde nie geklärt, wie es zu diesem Unglück kam.
Am 4. August 1971 ereignete sich bei Lipe, 8 km östlich von Smederewo, ein weiterer schwerer Eisenbahnunfall: Auf der eingleisigen Strecke wartete der Lokomotivführer eines Güterzugs im Bahnhof von Lipe nicht die Durchfahrt eines Messe-Sonderzugs ab, sondern fuhr in den noch belegten Streckenabschnitt hinein. Bei dem folgenden Frontalzusammenstoß starben 35 Menschen.

## Wirtschaft
Smederewo ist heute eine der bedeutendsten Industriestädte Serbiens. Das größte Stahlwerk Serbiens, ehemals MKS, später SARTID, dann U.S. Steel Serbia, dann Železara Smederewo hat dort seinen Sitz, ebenso hat es einen großen Industriehafen an der Donau. Im Jahr 2003 kam es im Rahmen der Privatisierung des Stahlwerks zu politischen Verstimmungen, als das amerikanische Unternehmen U.S.Steel das Stahlwerk für einen geringen Betrag erwarb (laut Presse ca. 25 Mio. USD), nachdem es kurz zuvor mit EU-Mitteln aufwendig saniert worden war. Im Jahre 2005 wurde die Produktion des Stahlwerkes verdoppelt. Die Anwohner hoffen seit Jahren, dass die stillgelegten Abgasreinigungsanlagen bald wieder reaktiviert werden.
Aufgrund der Unrentabilität hat U.S. Steel Serbia das Stahlwerk für einen symbolischen Preis Anfang 2012 an den serbischen Staat verkauft. Danach wurde das Stahlwerk unter dem Namen Železara Smederevo unter der Eigentümerschaft des Serbischen Staats betrieben. Juni 2016 kaufte das chinesische Staatsunternehmen HBIS das Stahlwerk. Nach Darstellung von Eurofer versuchen chinesische Staatsunternehmen, unter Einstandskosten produzierte 400 Millionen Tonnen Überproduktion in Europa loszuschlagen und damit die heimische Branche zu gefährden.
Metallverarbeitung hat eine starke Tradition in der Stadt. Dazu gehören unter anderem Metallbau und die Produktion von Kunstschmied-Produkten.
Seit ca. 2000 Jahren wird in der Umgebung von Smederewo Wein angebaut. Die ersten Reben wurden nach Smederewo von Römern gebracht. Anfang September wird in der Stadt das Weinerntedankfest Smederevska Jesen (deutsch: Smederewoer Herbst) gefeiert.
Die größten Potentiale der Stadt und der Region liegen allerdings noch brach:
- Das gute Klima, Boden und die Tradition im Anbau von Obst resultieren in ergiebigen und hochqualitativen Ernten, für welche keine organisierte Abnahme vorhanden ist. Das Kühlhaus des ehemaligen staatlichen Kombinats „Godomin“ und der Weinkeller sind außer Betrieb.
- Die ganze Region liegt nach Untersuchungen aus den 1980er Jahren auf großen Reserven an Mineral- und Thermalwässern. Eine baldige Erschließung ist nicht in Sicht.
- Die seit Jahren angekündigte zollfreie Zone wird nur schleppend realisiert.

## Partnerstädte
- Pale, Bosnien-Herzegowina
- Volos, Griechenland
- Herceg Novi, Montenegro

## Persönlichkeiten

### Hier geboren
- Vuk Grgurević († um 1485), serbischer Despot
- Milorad Arsenijević (1906–1987), Fußballspieler
- Živorad Lazić (* 1933 im Gemeindeteil Lugavčina), Drehbuchautor und Regisseur
- Vlajko Stojiljković (1937–2002), Innenminister Serbiens und Politiker in den Jugoslawienkriegen
- Rajko Đurić (1947–2020), Kulturredakteur, Autor, Politiker (Unija Roma Srbije) und Parlamentsabgeordneter
- Zoran Janković (* 1953), Politiker
- Slobodan „Boda“ Ninković (* 1956), Schauspieler
- Zoran Dobrić (* 1960), Journalist
- Snežana Janković (* 1970), Diplomatin
- Tanja Savić (* 1985 im Gemeindeteil Radinac), Turbo-Folk-Sängerin
- Aleksandar Mitrović (* 1994), Fußballspieler
- Nikola Stojković (* 1995), Fußballspieler
- Uroš Pavlović (* 1998), Handballspieler
- Marko Milovanović (* 2003), Fußballspieler
- Kosta Nedeljković (* 2005), Fußballspieler

### Mit der Stadt verbunden
- Dimitrije Ljotić (1891–1945), faschistischer Politiker